# Jilotepec de Molina Enríquez
Jilotepec de Molina Enríquez är en ort i Mexiko.   Den ligger i kommunen Jilotepec och delstaten Mexiko, i den sydöstra delen av landet, 70 km nordväst om huvudstaden Mexico City. Jilotepec de Molina Enríquez ligger 2 451 meter över havet och antalet invånare är 11 828.
Terrängen runt Jilotepec de Molina Enríquez är kuperad åt nordost, men åt sydväst är den platt. Runt Jilotepec de Molina Enríquez är det ganska tätbefolkat, med 90 invånare per kvadratkilometer. Jilotepec de Molina Enríquez är det största samhället i trakten. Omgivningarna runt Jilotepec de Molina Enríquez är en mosaik av jordbruksmark och naturlig växtlighet.